# 答禄与権
答禄与権（答祿與權、とうろくよけん、生没年不詳）は、元末明初のモンゴル人官僚。字は道夫。

## 生涯
元に仕えて河南北道廉訪司僉事となった。明に入って、河南永寧に寓居した。洪武6年（1373年）、推薦を受けて秦府紀善として任用され、御史に転じた。律令を再刊行するよう請願した。盱眙の民衆が瑞麦を洪武帝に進上すると、答禄与権は麦を宗廟に捧げるよう求めた。洪武帝はこれを認めた。洪武7年（1374年）、答禄与権は広西按察僉事として出向することとなった。赴任しないうちに、再び御史となった。三皇を祀るよう求める上書をおこなった。その提案は礼官に下されて議論され、帝王廟の建立とともに行われることになった。また答禄与権の提議により使者を派遣して歴代の諸陵墓を巡視することとされた。守陵戸2人が設置され、3年に1度祭祀をおこなうこととされ、その制度はここから始まった。さらに答禄与権は禘礼を行うよう請願したが、礼部・太常司・翰林院に下されて議論され、却下された。禘礼は後の嘉靖年間に初めて制度化されることとなる。答禄与権は翰林修撰に転じたが、事件に連座して典籍に降格した。ほどなく翰林応奉に進んだ。洪武11年（1378年）、老年のため致仕した。
文集10巻があった。